# Rebecca Welch
Rebecca Welch (* 1. Dezember 1983 in Washington, Tyne and Wear) ist eine ehemalige britische Fußballschiedsrichterin. Jeweils als erste Frau wurde sie offiziell als Schiedsrichterin für ein Spiel der English Football League angesetzt und leitete eine Partie der Premier League.

## Karriere
Welch startete ihre Karriere als Fußballschiedsrichterin im Jahr 2010. Zunächst arbeitete sie parallel dazu als Verwaltungsfachangestellte im National Health Service, wurde aber 2019 Profischiedsrichterin. Im September 2024 beendete sie ihre aktive Karriere und trat eine Stelle als Managerin im englischen Schiedsrichterwesen an.

### Frauenfußball
Sie war seit der ersten Saison 2011/12 Schiedsrichterin in der englischen FA Women’s Super League. Seit 2015 stand Welch auf der FIFA-Liste und leitete internationale Partien. Ihr Debüt in der UEFA Women’s Champions League gab sie am 11. Oktober 2017 beim Spiel zwischen Sparta Prag und PAOK Saloniki (3:0). Bei der U-19-Fußball-Europameisterschaft der Frauen 2018 in der Schweiz hatte sie drei Einsätze. Am 1. November 2020 leitete sie das Finale des FA Women’s Cup zwischen dem FC Everton und Manchester City W.F.C. (1:3 n. V.). Ende 2020 wurde sie in die Elite-Kategorie der UEFA aufgenommen.
Im April 2022 wurde sie als Schiedsrichterin für die Fußball-Europameisterschaft 2022 in England nominiert, bei der sie unter anderem ein Viertelfinale leitete. Außerdem war sie bei der U-17-Fußball-Weltmeisterschaft der Frauen 2022 in Indien und der Fußball-Weltmeisterschaft der Frauen 2023 im Einsatz. Im Mai 2024 leitete Welch das Finale der UEFA Women’s Champions League zwischen dem FC Barcelona und Olympique Lyon in Bilbao (2:0). Ihr letztes großes Turnier war das olympische Fußballturnier 2024, wo sie unter anderem ein Halbfinale leitete und im Finale zwischen Brasilien und den USA (0:1) als Vierte Offizielle fungierte.

### Männerfußball
Im Männerfußball sorgte Welch für mehrere Premieren. Am 5. April 2021 wurde sie als erste Frau offiziell für ein Spiel der English Football League (EFL) angesetzt, als sie in der EFL League Two die Partie zwischen Harrogate Town und Port Vale pfiff. Zwar hatte bereits 2010 Amy Fearn kurzzeitig ein Championship-Spiel gepfiffen, Welch war jedoch die erste offiziell angesetzte Hauptschiedsrichterin auf EFL-Ebene.
Am 8. Januar 2022 leitete sie als erste Frau mit der Partie Birmingham City gegen Plymouth Argyle ein Spiel der dritten Runde des FA Cups.
2023 gab sie ihr Debüt in der EFL Championship, Englands zweithöchster Liga, beim Spiel zwischen Birmingham City und Preston North End (1:2). Im Dezember 2023 wurde Welch zur ersten Schiedsrichterin der Premier League, als sie die Begegnung FC Fulham gegen FC Burnley (0:2) leitete. Bereits im Vormonat war sie als Vierte Offizielle erstmals in einem Premier-League-Spiel im Einsatz.

### Auszeichnungen
Am 8. März 2024 wurde ihre Aufnahme in die English Football Hall of Fame bekanntgegeben. Im Dezember 2024 wurde sie von der International Federation of Football History & Statistics zur Weltschiedsrichterin des Jahres ernannt. Zudem wurde sie in die WSL Hall of Fame aufgenommen.

## Einsätze bei Turnieren

### Fußball-Europameisterschaft 2022
| Phase         | Datum         | Spielort  | Heimmannschaft | Gastmannschaft | Ergebnis  |
| ------------- | ------------- | --------- | -------------- | -------------- | --------- |
| Gruppenphase  | 10. Juli 2022 | Rotherham | Frankreich     | Italien        | 5:1 (5:0) |
| Gruppenphase  | 16. Juli 2022 | Brentford | Dänemark       | Spanien        | 0:1 (0:0) |
| Viertelfinale | 21. Juli 2022 | Brentford | Deutschland    | Österreich     | 2:0 (1:0) |

### Fußball-Weltmeisterschaft 2023
| Phase        | Datum         | Spielort | Heimmannschaft | Gastmannschaft     | Ergebnis  |
| ------------ | ------------- | -------- | -------------- | ------------------ | --------- |
| Gruppenphase | 25. Juli 2023 | Sydney   | Kolumbien      | Südkorea           | 2:0 (2:0) |
| Gruppenphase | 1. Aug. 2023  | Auckland | Portugal       | Vereinigte Staaten | 0:0       |
| Achtelfinale | 7. Aug. 2023  | Sydney   | Australien     | Dänemark           | 2:0 (1:0) |

### Olympisches Fußballturnier 2024
| Phase        | Datum         | Spielort  | Heimmannschaft | Gastmannschaft | Ergebnis  |
| ------------ | ------------- | --------- | -------------- | -------------- | --------- |
| Gruppenphase | 28. Juli 2024 | Paris     | Brasilien      | Japan          | 1:2 (0:0) |
| Gruppenphase | 31. Juli 2024 | Nizza     | Kolumbien      | Kanada         | 0:1 (0:0) |
| Halbfinale   | 6. Aug. 2024  | Marseille | Brasilien      | Spanien        | 4:2 (2:0) |